# Amblopusa hokkaidona
Amblopusa hokkaidona är en skalbaggsart som beskrevs av Ahn och Ashe 1996. Amblopusa hokkaidona ingår i släktet Amblopusa och familjen kortvingar. Inga underarter finns listade i Catalogue of Life.